# Юука
Юука (фин. Juuka, швед. Juga) — община на востоке Финляндии, в провинции Северная Карелия. Население составляет 5436 человек (на 31 января 2012 года); площадь — 1 846,57 км², из которых 344,78 км² заняты водой. Плотность населения — 3,71 чел/км². Официальный язык — финский (родной для 98,3 % населения).

## Населённые пункты
Деревни общины включают: Ахмоваара, Халиваара, Юука, Каннас, Кайо, Кухнуста, Ларинсаари, Матара, Нуннанлахти, Пааласмаа, Петроваара, Пихлаяваара, Полвела, Рахоланваара, Тимоваара, Туопанйоки, Вайкко, Вихтасуо, Вуокко.